# Korek Airlines
Korek Airlines — колишня чартерна авіакомпанія Іраку зі штаб-квартирою в місті Ербіль (Іракський Курдистан), яка працювала на ринку комерційних авіаперевезень з квітня по травень 2006 року.

## Історія
Авіакомпанія Korek Airlines була утворена у квітні 2006 року як чартерний перевізник із міжнародного аеропорту Ербіль. Повітряний флот компанії становив один пасажирський літак McDonnell Douglas MD-83, взятий у мокрий лізинг в австрійської авіакомпанії MAP Jet.
Через місяць Korek Airlines припинила операційну діяльність, повернувши літак назад орендодавцю 26 травня 2006 року.

## Флот
Korek Airlines експлуатувала один пасажирський літак McDonnell Douglas MD-83.